# کویکی (دانشنامه سخنگو)
ماشین جستجوگر کویکی  (به انگلیسی: Qwiki)  مرزهای فناوری اطلاعات را شکسته و با برنامهٔ نرم‌افزاری تازه‌ای به رقابت با گوگل و ویکی‌پدیا برخاسته است.
کویکی همانند ویکی‌پدیا کاربرمحور است و از اواخر ژانویه ۲۰۱۱ به طور فعال خدمات خود را عرضه خواهد کرد.

## کویکی حرف می‌زند
در فیلم‌ها و داستان‌های علمی تخیلی دیده‌ایم کسی از چیزی حرف می‌زند و بعد در مقابلش تصاویر آن را می‌بیند و صدای راوی را هم می‌شنود که آن تصاویر را شرح می‌دهد. با کویکی به این رؤیا نزدیک شده‌ایم.
یکی از آرزوهای دیرینهٔ بشر رایانه‌ای بود که هر آن چه از آن می‌پرسد برایش پاسخ گفته و با او صحبت کند. اکنون این رؤیا محقق شده و کویکی به صحنه آمده است.
کویکی می‌تواند از نتایج جستجو حرف بزند و آن‌ها را به صورت عکس، ویدئو، متن‌های کوتاه و حتی نمودار نشان دهد. البته قابلیت‌های دیگری نیز برای آن پیش‌بینی شده است.

## طرز کار کویکی
کویکی به جای پیدا کردن لینک‌ها به منابعی که برچسب مورد نظر را در خود دارند، خیلی سریع پاساژهای مشخصی از متن را از ویکی‌پدیا، ویکی انبار و مجموعه‌ای از پرونده‌های آوایی، تصویری و دیگر فایل‌های چند رسانه‌ای، و عکس و ویدئو را از یوتیوب و جاهای دیگر بیرون می‌کشد و با آنها یک اسلایدشو ساخته و به نمایش می‌گذارد.
همه این‌ها در یک چشم به هم زدن صورت می‌گیرد.
کافی است مورد جستجو را در صفحهٔ کویکی وارد کنیم. نتیجهٔ جستجو را به شکل توضیح شفاهی با صدا و همراه با عکس و سکانس‌های کوتاه ویدئویی در اختیار خواهیم داشت و متن انگلیسی این توضیح را هم می‌توان هم‌زمان بر روی صفحه تماشا کرد.
کویکی ابتدا چکیده داده‌ها را از سایتهای مختلف مانند ویکی‌پدیا، فتوپدیا، گوگل، لینکدلن (سایتی تخصصی و انحصاراً مخصوص ارتباطات اجتماعی ـ شبکه‌ای)، تک کرانش  و برخی پایگاه‌های دیگر، جمع‌آوری می‌کند و روی هم می‌چیند.
در ادامه متن‌های جمع‌آوری شده را در یک لحظه توسط ماشین به گفتار تبدیل نموده و پس از آن در یک فیلم Flash گفتار و عکس‌ها را در کنار هم می‌گذارد و همراه آن‌ها متنی را که گوینده می‌گوید به‌صورت زیرنویس قرار می‌دهد.
متن بسیاری از جستجوها توسط این برنامه، قابلیت جمع‌آوری نمودارها و ترکیب آنها با یکدیگر را نیز دارد.
بیشتر داده‌ها با سکانس‌های کوتاه فیلم یا اسلایدشو همراه هستند و واژهٔ مورد نظر را می‌توان به زبان‌های گوناگون (حتی فارسی) وارد کرد، اما نتیجهٔ نمایش داده شده در این وب‌گاه (فعلاً) تنها به زبان انگلیسی خواهد بود.
سایت کویکی که در حقیقت ترکیبی از گوگل و ویکی‌پدیا است، فراتر از یک موتور جستجو عمل می‌کند.

## کویکی، جهان را تغییر خواهد داد
جوانی به نام «داگ ایمبروس»  با «لوئیس مونیر»  بنیانگذار آلتاویستا  کویکی را پایه‌ریزی کرده و با ابزاری فراتر از یک موتور جستجو، طرحی نو درانداخته است. 
کویکی منحصر به رایانه نیست و کاربر می‌تواند با تلفن همراه هم به آن دسترسی داشته باشد.
ایدهٔ «کویکی» در شمار ایده‌های برتری است که مرزهای امروز فناوری را در می‌نوردند. کویکی مرزهای امروز آموزش را پشت سر نهاده و جهان را تغییر خواهد داد.